# Hugo Rivero
Hugo Rivero (Uruguay) es un exfutbolista uruguayo. Jugaba de defensa central y militó en diversos equipos de Argentina y Chile. Tuvo un exitoso paso por Chile, particularmente en Huachipato, con el cual fue campeón del fútbol chileno en 1974. Ahora vive en su país natal Uruguay y vive en el barrio de buceo.

## Clubes
| Club                           | País      | Año         |
| ------------------------------ | --------- | ----------- |
| Platense                       | Argentina | 1968 - 1970 |
| San Lorenzo                    | Argentina | 1971 - 1972 |
| Gimnasia y Esgrima de La Plata | Argentina | 1973        |
| Huachipato                     | Chile     | 1974 - 1982 |